# Fakhr al-Dihn Utman al-Nasirí
Fakhr-ad-Din Uthman an-Nassirí va ser ustadar del soldanat mameluc d'Egipte durant el regnat del soldà an-Nàssir Muhàmmad ibn Qalàwun. Va ser l'interlocutor de l'ambaixador català Eimeric d'Usall durant les seves dues ambaixades a Egipte (1303-1304 i 1305-1306). També va venir a Catalunya amb Eimeric entre les dues dates mencionades. Va impedir l'alliberament del darrer cap templer de Terra Santa, fra Dalmau de Rocabertí, que era el propòsit principal de les ambaixades d'Eimeric d'Usall. Quan viatjava de nou cap a Barcelona amb l'ambaixador català per tal d'obtenir la ratificació del tractat d'aliança de 1292 entre Jaume el Just i Egipte, va ser abandonat en una platja per Eimeric, donant lloc a una sèrie de protestes i excuses entre el soldà i el rei d'Aragó.